# Contiki

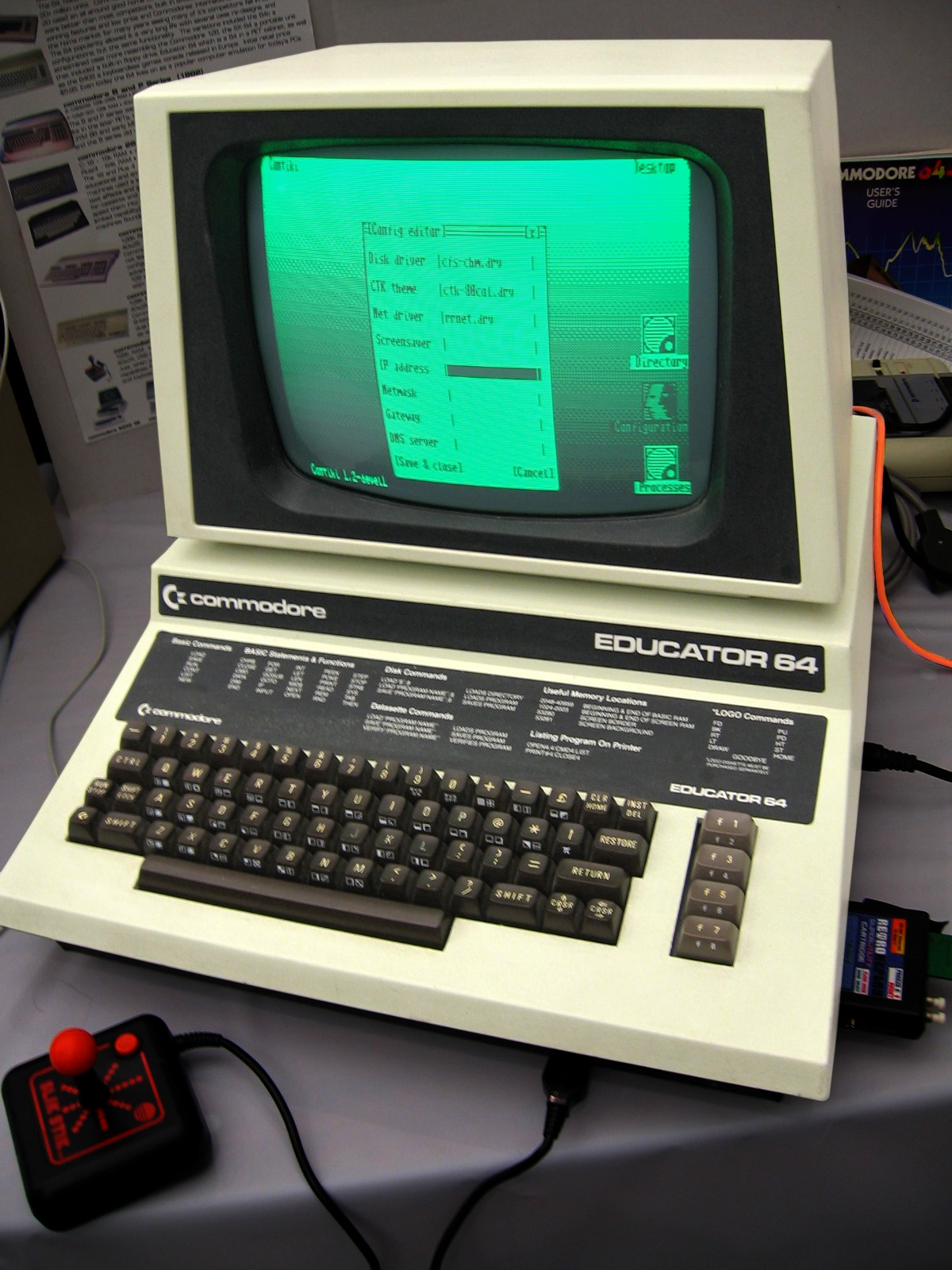
C64-Implementierung

Contiki ist ein freies, Internet-fähiges Betriebssystem für 8-Bit-Computer und integrierte Mikrocontroller, inklusive Knoten eines Sensornetzes, entwickelt von Adam Dunkels.
Contiki bietet einen einfachen ereignisgesteuerten Betriebssystemkern mit sogenannten Protothreads, optionalem präemptiven Multiprogramming, Interprozesskommunikation via Messagepassing durch Events, eine dynamische Prozessstruktur mit Unterstützung für das Laden und Entladen von Programmen, nativen TCP/IP-Support über den uIP TCP/IP-Stack und eine grafische Benutzerschnittstelle, welche direkt auf einem Bildschirm oder als virtuelle Anzeige über Telnet oder VNC genutzt werden kann. Der Speicherverbrauch beträgt nur wenige Kilobyte und kann für extrem eingeschränkte Systeme bei Bedarf bis auf einige dutzend Bytes reduziert werden. Inzwischen unterstützt Contiki auch IPv6 (uIPv6).
An Anwendungsprogrammen bietet das System einen Webbrowser, einen Web-Server, einen Telnet-Server und vieles mehr.
Wegen seiner Portabilität wurde und wird dieses System an viele Computer angepasst, wie Atari-8-Bit-Rechner oder Apple II. Eine der am aktivsten entwickelten Portierungen ist die auf den C64, die sogar eine ebenfalls von Adam Dunkels entwickelte Ethernetanbindung unterstützt. PCs können Contiki ausführen und es gibt sogar eine Portierung für kleinere Spielekonsolen wie dem Game Boy.

## Portierungen
Das Betriebssystem ist bzw. wird auf folgenden Computern und Mikrocontrollern lauffähig:
- Apple II
- Commodore 64
- Commodore 128
- Commodore VC 20
- rohes X11
- TI MSP430
- x86 (nur die veraltete Version 1.0)
- Atari 8-bit
- Atari Portfolio
- Atari ST
- Atmel AVR
- Game Boy
- Game Boy Advance
- GP32
- Meshnetics ZigBit
- PC-6001
- Tandy CoCo
- PC Engine
- Commodore PET
- Sharp Wizard
- Sony PlayStation
- Sega Dreamcast
- Sentilla JCreate